# لطفی الرویسی
لطفی الرویسی (انگلیسی: Lotfi Rouissi؛ زادهٔ ۱۳ نوامبر ۱۹۶۵) بازیکن فوتبال اهل تونس است.
از باشگاه‌هایی که در آن بازی کرده‌است می‌توان به باشگاه فوتبال آفریقایی اشاره کرد.
وی همچنین در تیم ملی فوتبال تونس بازی کرده‌است.